# Antropologie
Antropologia se ocupă cu studiul științific al originii, evoluției și variabilității biologice a omului (specia Homo sapiens). Este o disciplină holistică din două puncte de vedere: se ocupă de studiul tuturor oamenilor, din toate epocile și tratează toate dimensiunile umanității. În centrul antropologiei se află ideea de cultură și noțiunea că aceasta reprezintă specia umană, că specia noastră și-a dezvoltat o capacitate universală de a concepe lumea simbolic, de a preda și învăța astfel de simboluri în mod social și de a transforma lumea (și oamenii) pe baza acestor simboluri.
Antropologia a debutat ca știință a istoriei. Inspirată de triumful metodei științifice în științele naturale, antropologii secolului al XIX-lea considerau că fenomenele socio-culturale erau guvernate de legi și principii care pot fi descoperite. Această convingere, existentă încă înainte ca științele sociale să-și formeze teorii și metode, era dublată de viziunea iluministă a umanității - concomitent încrezătoare în emanciparea socio-culturală a oamenilor și critică față de îndepărtarea acestora de natura lor inocentă. Această dublă sensibilitate, față de tradițiile culturale (tradiție) și față de procesele schimbării sociale (modernizare) va caracteriza întotdeauna discursul antropologiei.

## Istoria antropologiei
Termenul de antropologie a apărut în secolul al XV-lea, dar interesul pentru natura omului, viața acestuia, cultură și societate a existat încă din antichitate. Herodot și Tacitus au descris în lucrările lor diferite aspecte legate de triburile celtice și germanice. Herodot este și primul care formulează principalele aspecte problematice ale cercetării antropologice. 
În evul mediu Marco Polo descrie în lucrările sale viața mongolilor, obiceiurile acestora, cultura acestora etc, iar Cristofor Columb descrie cultura amerindienilor.
În secolele XIX-XX cunoștințele despre civilizațiile dispărute se îmbogățesc considerabil datorită cercetărilor arheologice efectuate de arheologi precum Heinrich Schlimann care a studiat civilizația miceniană, Jean Champollion care a descifrat hieroglifele, Arthur Evans, civilizația minoică, Howard Carter, egiptolog.
Secolul al XIX-lea este caracterizat de dezvoltarea teoriilor evoluționiste, deterministe, și mitologiste în explicare omului și culturii sale. Ca metodologie, studiul antropologic este văzut ca o analiză a informațiilor coroborate din scrieri istorice, jurnale de călătorii și speculații literar-filozofice. Ideea centrală a antropologiei evoluționiste, care domină această perioadă, este aceea că este posibil studiul formelor incipiente ale umanității prin studierea triburilor „primitive”, deoarece acestea se află pe o treaptă inferioară de evoluție, informându-ne astfel exact asupra modului în care arătam și noi, „civilizații”, în zorii umanității.
Principalele teorii antropologice ale epocii sunt cele datorate lui Herbert Spencer (organismul social), Karl Marx (determinismul social și evoluția umanității ca luptă între clase), Morgan (periodizarea culturii și a etnicității), Tylor (definirea culturii).
În perioada de la sfârșitul secolului al XIX-lea și începutul secolului al XX-lea se impune treptat metoda etnografică a cercetării vieții oamenilor prin locuirea pentru o perioadă împreună cu aceștia și urmărirea lor îndeaproape. Tot acum sunt formulate teoriile moderne în științele sociale datorate lui Emile Durkheim și Max Weber. Secolul XX prilejuiește diversificarea teoriilor antropologice și producerea de analize asupra unor teme antropologice, respectiv descrieri culturale (etnografii) dintre cele mai diverse.
În România este înființat în anul 1926 Institutul de Antropologie din inițiativa prof. dr. Francisc Iosif Rainer, titular al catedrei de Anatomie  la Universitatea de Medicină și Farmacie Carol Davila din București. Inițial acesta a fost muzeu și laborator de antropologie în cadrul facultății de medicină, iar prin legea 822, din 13 noiembrie 1942, dobândește autonomie și denumirea actuală în cadrul Universității din București.
Ulterior institutul a trecut la Ministerul Educației, Ministerul Sănătății, iar în prezent se află sub patronajul Academiei Române. Institutul de antropologie adăpostește una din cele mai largi colecții osteologice din Europa.

## Listă de lucrări de antropologie
O listă de lucrări reprezentative ar putea cuprinde opere cum ar fi:
- James George Frazer, Creanga de aur
- Emile Durkheim, Formele elementare ale vieții religioase
- Arnold Van Gennep, Riturile de trecere
- Franz Boas, Metodele etnologiei
- Bronislaw Malinowski, Argonauții Pacificului Occidental
- Marcel Mauss, Eseu despre dar
- Margaret Mead, Modele ale culturii
- Claude Levi-Strauss, Antropologie structurală
- E. Evans-Pritchard, Antropologie socială
- Marshall Sahlins, Evoluție și cultură
- Victor Turner, Procesul ritualului
- Clifford Geertz, Interpretarea culturilor

## Teorii antropologice
Marile teorii antropologice enunțate în secolul XX sunt: particularismul istoric, difuzionismul, relativismul cultural, funcționalismul, structuralismul, materialismul, interpretativismul, criticismul.

## Ramurile antropologiei
Antropologia cuprinde patru mari ramuri:
- Antropologia culturală/socială, care studiază evoluția, condițiile de trai, relațiile între oameni și instituții și modul în care aceștia performează simbolurile socio-culturale - cercetarea presupunând, de regulă, o interacțiune cu cei cercetați;
- Antropologia lingvistică, care studiază limba și limbajul în contextul lor socio-cultural, ca sistem simbolic și de comunicare culturală.  Doi lingviști de referință, fondatori ai ipotezei Sapir - Whorf sunt Edward Sapir și Benjamin Lee Whorf.
- Antropologia fizică, care studiază alcătuirea corpului uman din punct de vedere biologic, și trăsăturile distincte ale raselor umane, modificarea acestor aspecte biologice pe parcursul evoluției omului.
- Antropologia arheologică, care studiază preistoria (dar și cultura modernă), a umanității pornind de la obiectele rămase în urma trecerii oamenilor.

În funcție de tradițiile naționale și de modul în care s-au dezvoltat aceste științe în diferite țări, ceea ce se înțelege prin antropologie culturală mai este numit și antropologie socială în Marea Britanie sau etnologie în Franța, Italia și țările est europene. Există, totuși, și o accepțiune mai restrânsă a termenului etnologie, ca însemnând studiul propriilor comunităților rurale (îndeosebi a aspectelor „folclorice” ale acestora), adică apropiat de înțelesul științei poporului național în Germania (Volkskunde). Dimpotrivă, alte accepțiuni restrâng termenul antropologie la înțelesul de „antropologie fizică”.

## Antropologia filozofică
Antropologia filozofică este o disciplină în cadrul filozofiei care urmărește să unifice mai multe investigații empirice ale naturii omului, într-un efort de a înțelege indivizii, atât ca și creaturi din mediul lor cât și ca creatori ai propriilor valori.
Antropologia filozofică constituie o ramură a filozofiei care studiază esența și perspectivele omului pe baza generalizării rezultatelor disciplinelor speciale despre ființa umană (antropologia, psihologia, etnografia, sociologia, lingvistica etc.).

## Subdomenii ale antropologiei
Principalele aspecte ale culturii umane: viață socială, viață economică, viață religioasă, viață politică; respectiv viața urbană sau formele de expresie simbolică sau vizuală - au dat naștere la câteva subdomenii ale antropologiei culturale, cu subiecte și abordări specifice:
- antropologie socială
- antropologie economică
- antropologie religioasă
- antropologie politică
- antropologie urbană
- antropologie simbolică
- antropologie vizuală

iar diferitele obiecte sau interese ale studiului antropologic au format treptat domenii de studiu autonom în cadrul antropologiei, cu propriile teorii și metode:
- antropologia rudeniei și a familiei
- antropologia feministă
- antropologia post-colonialismului
- antropologia naționalismului
- antropologia socialismului și a tranziției
- antropologia mass-media
- antropologia corpului
- antropologia alimentației
- antropologia turismului
- antropologie aplicată

Pentru alte posibile conotații vedeți și articolul antropologie culturală/socială.

## În science-fiction
Antropologia, în science-fiction, analizează apariția ființelor raționale neumane, precum și evoluția biologică a omului în raport cu condițiile de mediu și cele de dezvoltare socială, culturală și istorică existente în lumi ipotetice diferite.

### Exemple
- Regii nisipurilor – George R. R. Martin
- Mâna stângă a întunericului, Lumii îi spuneau pădure  – Ursula K. Le Guin
- Seedling Stars – James Blish
- toată opera lui (mai ales ciclurile Tschai sau Keith Gerson) – Jack Vance
- The short ones – Raymond E. Banks